# 広島県道73号広島空港線
広島県道73号広島空港線（ひろしまけんどう73ごう ひろしまくうこうせん）は、広島県三原市から東広島市を結ぶ主要地方道（県道）である。

## 概要
広島空港と山陽自動車道の河内ICを接続する路線である。

### 路線データ
- 起点：広島県三原市本郷町善入寺（広島空港）
- 終点：広島県東広島市河内町入野（山陽自動車道河内IC・国道432号交点）
- 総延長：約3.8 km

## 歴史
- 1987年（昭和62年）10月8日 - 広島県が一般県道280号新広島空港線を認定。
- 1993年（平成5年）5月11日 - 建設省（現・国土交通省）から、一般県道新広島空港線が新広島空港線として主要地方道に指定される[1]。
- 1994年（平成6年）4月1日 - 広島県が一般県道280号新広島空港線を廃止し、主要地方道73号広島空港線を認定。

## 路線状況

### 重複区間
- 広島県道82号広島空港本郷線（三原市本郷町善入寺〔起点〕 - 三原市本郷町善入寺・空港分れ交差点）

## 地理

### 通過する自治体
- 三原市
- 東広島市

### 交差する道路
| 交差する道路                                  | 市町村名 | 交差する場所           | 交差する場所                            |
| --------------------------------------------- | -------- | ---------------------- | --------------------------------------- |
| 広島県道82号広島空港本郷線 重複区間起点       | 三原市   | 本郷町善入寺           | 起点                                    |
| 広島県道82号広島空港本郷線 重複区間終点       | 三原市   | 本郷町善入寺           | 空港分れ交差点                          |
| 広島中央フライトロード 広島県道49号本郷大和線 | 三原市   | 本郷町善入寺           | 空港IC                                  |
| 広島県道59号東広島本郷忠海線                  | 東広島市 | 河内町入野（にゅうの） |                                         |
| E2 山陽自動車道 国道432号                     | 東広島市 | 河内町入野             | 河内インター入口交差点 / 終点 25 河内IC |

### 沿線にある施設など
- 広島空港